# WCDMA03
WCDMA03 è una District Management Area della municipalità distrettuale di Overberg e ricade nel territorio della municipalità locale di Swellendam
Il suo territorio si estende su una superficie di 608 km²; la sua popolazione, in base al censimento del 2001, è di 139 abitanti.

## Fiumi
- Potbergs